# Elmdale, Minnesota
Elmdale là một thành phố thuộc quận Morrison, tiểu bang Minnesota, Hoa Kỳ. Năm 2010, dân số của thành phố này là 116 người.

## Dân số
- Dân số năm 2000: 107 người.
- Dân số năm 2010: 116 người.